# Prockiopsis
Prockiopsis é um género botânico pertencente à família Achariaceae, apresentando uma única espécie.

## Espécie
- Prockiopsis hildebrandtii Baill.